# 5569 Colby
5569 Colby è un asteroide della fascia principale. Scoperto nel 1974, presenta un'orbita caratterizzata da un semiasse maggiore pari a 2,4347860 UA e da un'eccentricità di 0,1601568, inclinata di 5,26380° rispetto all'eclittica.